# (5195) Kaendler
(5195) Kaendler (3289 T-1) – planetoida z pasa głównego asteroid okrążająca Słońce w ciągu 3 lat i 67 dni w średniej odległości 2,16 j.a. Została odkryta 26 marca 1971 roku w Palomar Observatory przez Cornelisa van Houtena i Toma Gehrelsa.